# Сеноя (Джорджія)
Сеноя (англ. Senoia) — місто (англ. city) в США, в окрузі Ковета штату Джорджія. Населення — 5016 осіб (2020).

## Географія
Сеноя розташована за координатами 33°18′51″ пн. ш. 84°33′15″ зх. д. / 33.31417° пн. ш. 84.55417° зх. д. (33.314103, -84.554099).  За даними Бюро перепису населення США в 2010 році місто мало площу 14,14 км², з яких 13,86 км² — суходіл та 0,29 км² — водойми. В 2017 році площа становила 15,21 км², з яких 14,91 км² — суходіл та 0,29 км² — водойми.

## Демографія
Згідно з переписом 2010 року, у місті мешкало 3307 осіб у 1175 домогосподарствах у складі 946 родин. Густота населення становила 234 особи/км².  Було 1289 помешкань (91/км²).
Расовий склад населення:
| - 80,3 % — білих - 14,5 % — чорних або афроамериканців - 1,6 % — азіатів - 0,3 % — корінних американців - 1,1 % — осіб інших рас |

До двох чи більше рас належало 2,1 %. Частка іспаномовних становила 5,6 % від усіх жителів.
За віковим діапазоном населення розподілялося таким чином: 28,7 % — особи молодші 18 років, 61,9 % — особи у віці 18—64 років, 9,4 % — особи у віці 65 років та старші. Медіана віку мешканця становила 35,9 року. На 100 осіб жіночої статі у місті припадало 95,3 чоловіків;  на 100 жінок у віці від 18 років та старших — 91,9 чоловіків також старших 18 років.
Середній дохід на одне домашнє господарство  становив 83 038 доларів США (медіана — 81 034), а середній дохід на одну сім'ю — 91 007 доларів (медіана — 88 605). Медіана доходів становила 61 275 доларів для чоловіків та 41 302 долари для жінок. За межею бідності перебувало 9,4 % осіб, у тому числі 9,6 % дітей у віці до 18 років та 2,0 % осіб у віці 65 років та старших.
Цивільне працевлаштоване населення становило 1914 особи. Основні галузі зайнятості: освіта, охорона здоров'я та соціальна допомога — 22,7 %, виробництво — 15,9 %, транспорт — 13,6 %.